# قانون الدولة القومية لليهود في إسرائيل
قانون الدولة القومية لليهود في إسرائيل (بالعبرية: חוק יסוד: ישראל - מדינת הלאום של העם היהודי) هو قانون أساسي إسرائيلي، يُعرِّف إسرائيل دولة قومية للشعب اليهودي. في 19 يوليو 2018، أقر الكنيست الإسرائيلي القانون بأغلبية 62 ومعارضة 55 وبامتناع نائبين عن التصويت.
القانون حدد أن اللغة العبرية هي اللغة الرسمية في إسرائيل، وبه تفقد العربية صفة لغة رسمية، لكنها ستحظى بمكانة خاصة. كما يشير القانون إلى أن الهجرة التي تؤدي إلى المواطنة المباشرة هي لليهود فقط. لاقى القانون إدانة دولية واسعة واشتملت على إدانات صدرت بين أوساط مجتمعات يهود الشتات حول العالم.

## التاريخ التشريعي
عُرض مشروع قانون اعتبار إسرائيل دولةً قوميَّةً لليهود للمرَّة الأولى سنة 2011، وذلك من قِبل رئيس جهاز الأمن الداخلي (الشاباك) آنذاك وعضو الكنيست آفي ديختر، وصادقت عليه اللجنة الوزارية للتشريع سنة 2017، وأُحيل للقراءة التمهيدية في الكنيست قبل المُصادقة النهائية. ومذذاك، أُدخلت عليه تعديلات عدَّة. دام الجدل السياسي والدستوري حول هذا القانون أشهرًا عدَّة، وافق بعدها 62 نائبًا إسرائيليًّا من أصل 120 على القانون وعارضه 55 وامتنع نائبان عن التصويت.

## محتوى القانون الأساس
أكَّد قانون الدولة القومية الممارسات الإسرائيلية على أرض الواقع منذ النكبة سنة 1948، عبر جعلها مكتوبة ومخطوطة في قانون أساس حدد طبيعة النظام الدستوري لدولة إسرائيل وعبَّر عن هويتها الدستورية. لذا، اعتبره حسن جبارين، المدير العام لمنظمة «عدالة» للدفاع عن حقوق الإنسان في إسرائيل، أنه «قانون القوانين». وفسَّر ذلك بأنَّ تطبيق السياسات الإسرائيليَّة في السابق كان يتم باسم الرؤية السياسية للحركة الصهيونية، أمَّا بعد إقرار القانون فقد أصبح ذلك يتم باسم السُلطة القانونيَّة، وكأنها سُلطة ديمُقراطيَّة بمفهوم سُلطة الغالبية، أي أن القانون يحظى بأغلبية برلمانيَّة. وبناءً عليه، فإنَّ هذا القانون أكَّد السعي الإسرائيلي إلى تهويد فلسطين في كُل المجالات، من الأرض والمسكن واللُغة والثقافة وتسمية الأمكنة بالإضافة لمنع حق العودة وترسيخ فلسطين على أنها أرض يهوديَّة، وإنَّ العديد من بنوده هي المبادئ ذاتها التي جاءت في وثيقة إعلان قيام دولة إسرائيل في شهر أيَّار (مايو) سنة 1948. وقال جبارين أنَّ تشريع هذه المبادئ قد يؤدي إلى ترسيخها أكثر فأكثر، ومنحها شرعيَّة أقوى من أي وقت مضى، والمحاولة الدؤوبة لتطبيقها بواسطة السُلطة التنفيذيَّة والقضائيَّة وكُل ما له صلة بالبيروقراطيَّة الإسرائيليَّة، التي سترى الآن أن واجبها القانوني هو أن تعمل على تطبيق هذه المبادئ، وكُلُّه باسم سُلطة القانون.

### نص القانون
- المبادئ الأساسيَّة:

1. أرض إسرائيل هي الوطن التاريخي للشعب اليهودي، وفيها قامت دولة إسرائيل.
2. دولة إسرائيل هي الدولة القومية للشعب اليهودي، وفيها يقوم بممارسة حقه الطبيعي والثقافي والديني والتاريخي لتقرير المصير.
3. ممارسة حق تقرير المصير في دولة إسرائيل حصرية للشعب اليهودي.

- رُموز الدولة:

1. اسم الدولة «دولة إسرائيل».
2. علم الدولة أبيض، وعليه خطان أزرقان، وفي وسطه نجمة داود زرقاء.
3. شعار الدولة هو الشمعدان السباعي، وعلى جانبَيه غصنا زيتون، وكلمة إسرائيل تحته.
4. النشيد الوطني للدولة هو نشيد «هتكفا».
5. تفاصيل رموز الدولة تُحدد في القانون.

- عاصمة الدولة:

1. القدس الكاملة والموحدة هي عاصمة إسرائيل.

- اللغة:

1. اللغة العبرية هي لغة الدولة.
2. اللغة العربية لها مكانة خاصة في الدولة، تنظيم استعمال اللغة العربية في المؤسسات الرسمية أو في التوجه إليها يكون بموجب القانون.
3. لا يمس المذكور في هذا البند بالمكانة الممنوحة فعليًا للغة العربية.

- لمّ الشتات:

1. تكون الدولة مفتوحة أمام قدوم اليهود ولمّ الشتات.

- العلاقة مع الشعب اليهودي:

1. تهتم الدولة بالمحافظة على سلامة أبناء الشعب اليهودي ومواطنيها، الذين تواجههم مشاكل بسبب كونهم يهودًا أو مواطنين في الدولة.
2. تعمل الدولة في الشتات للمحافظة على العلاقة بين الدولة وأبناء الشعب اليهودي.
3. تعمل الدولة على المحافظة على الميراث الثقافي والتاريخي والديني اليهودي لدى يهود الشتات.

- الاستيطان اليهودي:

1. تعتبر الدولة تطوير الاستيطان اليهودي قيمة قومية، وتعمل لأجل تشجيعه ودعم إقامته وتثبيته.

- التقويم الرسمي:

1. التقويم العبري هو التقويم الرسمي للدولة، وإلى جانبه يكون التقويم الميلادي تقويمًا رسميًّا.

- يوم الاستقلال ويوم الذكرى:

1. يوم الاستقلال هو العيد القومي الرسمي للدولة.
2. يوم ذكرى الجنود الذين سقطوا في معارك إسرائيل ويوم ذكرى الكارثة والبطولة هما يوما الذكرى الرسميان للدولة.

- أيام الراحة والعطل:

1. يوم السبت وأعياد الشعب اليهودي هي أيام العطلة الثابتة في الدولة، لدى غير اليهود الحق في أيام عطلة في أعيادهم، وتفاصيل ذلك تحدد في القانون.

- نفاذ القانون:

1. أي تغيير في هذا القانون يستلزم أغلبية مطلقة من أعضاء الكنيست.

## النقاش الداخلي العام حول القانون
دعم قانون القومية بين يهود إسرائيل (استطلاع يعود لعام 2018)
انقسمت آراء الرأي العام الإسرائيلي والكتل والأحزاب السياسية من مشروع القانون على الصعيد الداخلي قبل إقراره وقد حصل القانون في الكنيست على الدعم بصورة رئيسية من الأحزاب اليمينية، بينما لاقى معارضةً بصورة أساسية من الأحزاب اليسارية التي اعتبرت أنه يضمن الديمقراطية لليهود فقط دون عرب إسرائيل. وبعض الوسطيين الذين اعتبروا مع اليساريين القانون معاديًا للديمقراطية وعنصريًا لعدم ضمانه لنفس الحقوق لجميع المواطنين.
أظهر استطلاع رأي أُجرته «Panel Politics» أن نسبة 58% من يهود إسرائيل كانوا داعمين للقانون، بينما عارضه نسبة 34%، ولم يكن لنسبة 8% المتبقية رأي في الموضوع، وخلص الاستطلاع إلى ازدياد نسبة تأييد القانون بين الأشخاص ذوي التوجهات اليمينية والوسطية سياسيًا، وبالمقابل لُوحِظ تزايد معارضة القانون بين ذوي التوجهات اليسارية سياسيًا.

### آراء مع القانون
يعد رئيس الوزراء الإسرائيلي بنيامين نتانياهو المنتمي لحزب الليكود اليميني أحد أبرز الداعمين للقانون فقال في إحدى اجتماعات مجلس الوزراء: «تكمن ضرورة القانون الأساسي لإسرائيل في تعزيز هوية الدولة بلدًا قوميًا للشعب اليهودي، ولا سيما في الوقت الذي نرى فيه هؤلاء الراغبين بإلغاء حق الشعب اليهودي بإقامة وطن قومي في أرضه وبالاعتراف بدولة إسرائيل كدولة قومية للشعب اليهودي. سيمكننا قانون إسرائيل الأساسي من التوصل إلى اتفاق واسع في المستقبل لوضع دستور شامل ومتكامل.»
أيد الدكتور أفياد باكشي من معهد الاستراتيجيات الصهيونية الحاجة القانونية لإقرار القانون قائلًا: «عملت المحكمة العليا جاهدةً خلال العشرين سنة الماضية على محو الهوية اليهودية لإسرائيل. إن أحد الأسباب الرئيسية للواقع الدستوري في إسرائيل اليوم هو عدم وجود أساس دستوري يُعرّف طبيعة إسرائيل كدولة قومية للشعب اليهودي. يتوافق القانون الأساسي مع التقاليد المقبولة في القانون الإسرائيلي، وفي نفس الوقت فإنه فعل قانوني ضروري بسبب الابتعاد عن هذا التقليد على أثر الأحكام القضائية على مدار العشرين عامًا السابقة.»

### آراء ضد القانون
انتقد الرئيس الإسرائيلي رؤوفين ريفلين القانون في مداخلةً نادرة فقلما يُعبّر رئيس البلاد عن رأيه في الجدالات السياسية بسبب الطبيعة الفخرية لمنصب الرئاسة، مثيراً عدة تساؤلات مشككة قائلًا:
«ألا يثير هذا الترويج في واقع الحال شكوكًا حيال نجاح المشروع الصهيوني العظيم الذي يحق لنا جميعًا أن نعيش في كنفه؟ ألا يشجعنا هذا الاقتراح فعليًا على البحث عن تناقض ما بين الطابع اليهودي لدولة إسرائيل وطابعها الديمقراطي؟ لأولئك الراغبين في تدميرنا؟»
انتقد وزير الدفاع والخارجية السابق موشيه آرنز القانون في عامي 2014 و2018 واعتبره ضارًا ولا داعي له.
ورد في بلاغ إلى لجنة التشريع الوزارية الإسرائيلية رفعه كل من المحامي أمير فوكس وأستاذ القانون الإسرائيلي في الجامعة العبرية في القدس ونائب رئيس معهد ديمقراطية إسرائيل مردخاي كريمنتسر عن معارضته للقانون قائلًا: «نحنُ نعارض مشروع القانون المقترح. وهذا بصرف النظر عن حقيقة اتفاقنا بالطبع حيال كون إسرائيل أمةً للشعب اليهودي. إن هذا مقترحٌ خطير ولا لزوم له، وسيتسبب على الأرجح في زعزعة التوازن الدقيق القائم بين القيمتان الأساسيتان للدولة اليهودية والديمقراطية.» واستشهد كل منهما بعدة أسباب قانونية دفعتهم لمعارضة القانون.
عبَّر باحثان من مركز تجديد الديمقراطية الإسرائيلية (مولاد) [الإنجليزية] عن معارضتهما للقانون. يرى الأستاذ والباحث القانوني في الجامعة العبرية في القدس آلون هاريل أن القانون باطل وذلك ليس فقط لأنه يعمل على الإضرار بمصلحة الإسرائيليين من غير اليهود ويؤذي الشعب اليهودي والتراث اليهودي بحد ذاته وحسب حيث يعتقد الدكتور هاريل أيضًا أن القانون سيغدو أداةً سياسية في أيدي جماعة يهودية واحدة؛ قائلًا:
«سيجعل القانون أفرعًا مختلفةً من الدولةِ حلبةً تُحدد فيه المصالح الاقتصادية والأيديولوجية مجال وفحوى الثقافة والتراث اليهوديان بدلاً من تعزيزه لليهودية.»

## وضع الدروز

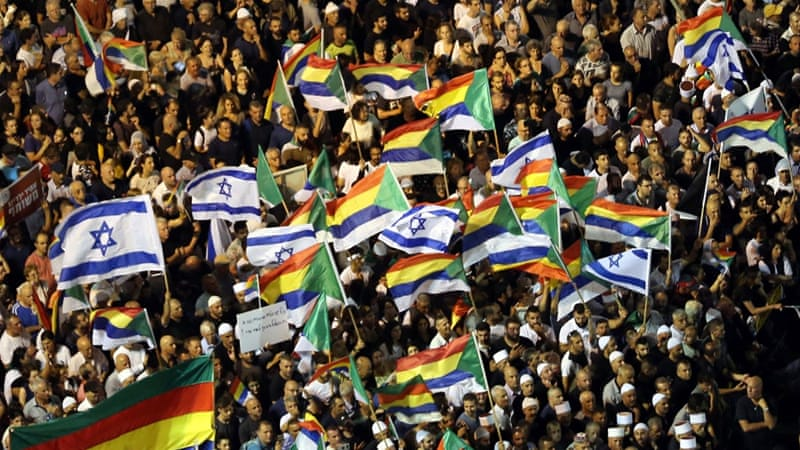
مُتظاهرون دُروز يحتجُّون على قانون الدولة القوميَّة في مدينة تل أبيب يوم 4 آب (أغسطس) 2018.

رغم أن الكثير من الدروز تضامنوا مع روح الحركة الصهيونية منذ قيام دولة إسرائيل، وتناءوا عن المواضيع العربية والإسلامية التي تبناها نظراؤهم المسيحيين والمسلمين، وتجندوا في الجيش الإسرائيلي خلافًا لنظرائهم سالفي الذكر (باستثناء بدو النقب)، إلا أن قانون الدولة القومية أثار سخطهم لما ينطويه عن إقصاءٍ لكُل من هو غير يهودي، مما تسبب بتقديم 3 نوّاب دروز استئنافًا ضد القانون المذكور، تزامنًا مع حملة احتجاجات أطلقتها المراجع الروحية والفاعليات في القرى الدرزية، وصولًا إلى تقديم بعض الضبَّاط الدروز استقالاتهم من الجيش الإسرائيلي، فضلًا عن انتقاد الكثير منهم للقانون بكتابات عبر صفحات موقع فيسبوك. ووصل استنكار الدروز لهذا القانون إلى مقابرهم، حيث عُلّقت لافتة عند مدخل مقبرة قرية عسفيا - جنوب شرقي مدينة حيفا، كُتِبَ عليها: «إلى شُهداء حُرُوب إسرائيل الدُرُوز: سامحونا! لم نعرف كيف نُحافظ على الكرامة التي منحتُمونا إيَّاها.. أرسلناكم وحوَّلناكم شُهداء من الدرجة الثانية». ونادى بعض الضبّاط الدروز بوقف فرض التجنيد الإلزامي على أبناء الطائفة الدرزية في إسرائيل مما أثار خشية مسؤولين إسرائيليين من احتمال حصول تمردٍ دُرزيٍّ داخل الجيش وخروجٍ جماعيٍ منه. وتأكيدًا على خطورة الوضع داخل الجيش الإسرائيلي، من تململ الضبّاط والجنود الدروز، التقى رئيس أركان الجيش غادي أيزنكوت بالزعيم الروحي لطائفة الموحّدين الدروز الشيخ موفق طريف في مُحاولةٍ لامتصاص نقمة الطائفة على ذلك القانون. ومن الضباط الدروز الذين برزوا بعد إقرار قانون الدولة القومية ضابطٌ يُدعى أمير جمال، كتب على صفحته بموقع فيسبوك قائلًا: «هذا الصباح، حين استيقظت مُتوجهًا إلى مقر قيادتي في الجيش، سألت نفسي، لماذا؟ لماذا يتعين علي أن أخدم دولة إسرائيل، وهي الدولة التي خدمتها أنا وشقيقاي وأبي بإخلاص. تعاملت مع إسرائيل بحُب وبإحساس بالمسؤولية، لكن في النهاية ما الذي حصلنا عليه؟ أصبحنا مواطنين من الدرجة الثانية». وقال بأنه طرح على نفسه سؤالًا مفاده عمَّا إذا كان عليه الاستمرار في خدمة إسرائيل، وأجاب عليه بأنه لا يريد الاستمرار، وأنه مُتأكد من أن هناك مئات آخرين سيتوقفون عن الخدمة في الجيش الإسرائيلي وسينسحبون بعد قرار نتنياهو وحكومته، لا سيَّما وأنَّ إسرائيل دولة «تأخذ ولا تعطي في المقابل». وختم جمال منشوره قائلًا: «أطلب من كل شخص ضد قانون الدولة القومية أن يشارك ويرسل اقتراحي لقادة المجتمع (الدرزي) بهدف إيقاف قانون التجنيد الإجباري لأفراد الطائفة الدرزية».
أكد المحاضر الجامعي البروفيسور قيس فرو في اجتماعٍ احتجاجيٍ عقده الحزب الشيوعي الإسرائيلي يوم 29 تموز (يوليو) 2018، أن إسرائيل تعتبر الجنود الدروز مجرد مرتزقة يقاتلون إلى جانبها، وفق ما يُفهم من قانون الدولة القومية، وأن المطلوب من الدروز هو التكاتف مع سائر العرب في البلاد ومع القوى اليهودية الديمقراطية، فقال: «أُناشد أبناء طائفتي: لا تكونوا لا مبالين بعد، توقفوا عن التملُّق والمُداهنة وتبنِّي سجال المُرتزقة. فقط بِالمعركة المُشتركة مع القوى الديمقراطيَّة اليهودية وسائر أبناء الشعب العربي في البلاد يُمكن تحقيق النتائج المرجوَّة». وكتب المحاضر الجامعي الدكتور رباح حلبي مقالًا في صحيفة «هآرتس» العبريَّة اعتبر فيه القانون الجديد «صورة طبق الأصل للتعامل اليومي المتبع في إسرائيل تجاهنا الدروز وتجاه سائر العرب». وأضاف أن «القانون جيِّد لنا وسيِّئ للدولة. هو جيد لنا لأنه يثبّت الواقع المميِّز ضدنا، إذ لن نضطر بعد لنجتهد لنثبت إدعاءاتنا في شأن التمييز المُمَأسس. هو سيئ للدولة لأنه يسيء لسمعتها لدى أمم العالم المُتنوِّرة». وتابع أنَّ القانون جيِّد لِلدُرُوز لأنَّه يضع حدًا للوهم في شأن «شراكة المصير»، و«تحالف الدم»، و«تحالف الحياة»، وسائر الكليشيهات الممجوجة، فـ«هو جيِّد لنا لأنه بمثابة صفعة مجلجلة لكل من تمسك بأوهام الإسرائيلية والمواطنة المُتساوية والكاملة».
شارك أكثر من 100 ألف درزي في تظاهرةٍ احتجاجية أقامها الإسرائيليون المُعارضون لقانون الدولة القومية، تحت شعار «المسيرة من أجل المساواة»، وذلك أمام مبنى بلدية تل أبيب. وتقدّم المشاركين المرجع الروحي الشيخ موفق طريف، وشخصيات سياسية وعسكرية إسرائيلية، بينهم رئيس أسبق لجهاز «الشاباك» هو يوفال ديسكين، ورئيسان أسبقان لجهاز «الموساد» هما تمير برودو وأفرايم هليفي ورئيس أركان الجيش الإسرائيلي الأسبق غابي أشكنازي. ورفع المشاركون الأعلام الدرزية والإسرائيلية، فيما قامت بلدية تل أبيب بطلاء مبناها بألوان علم الطائفة الدرزية. وأشار الشيخ طريف في كلمته أمام المشاركين إلى أنّه «لا يستطيع أحد أنْ يُعلّمنا ما هي التضحية، ولا يستطيع أنْ يعظنا أحد حول الولاء والإخلاص، فالمقابر العسكرية تشهد، ونحن مُصمّمون على المُحاربة معكم من أجل هوية الدولة، والحق في العيش فيها بِمُساواة واحترام، ورغم ولائنا غير المشروط للدولة، الدولة لا تنظر إلينا كمواطنين متساوين».
حاول رئيس الوزراء الإسرائيلي بنيامين نتنياهو امتصاص غضب الدروز ونقمتهم على هذا القانون عبر إقرار قانون أساسٍ جديد، باسم «الخدمة العسكرية» يُمنَح بموجبه المُسرّحون من الخدمة الأمنية الإلزاميَّة، امتيازات إضافية، من ضمنها «تسهيلات كبيرة» في شراء شقق سكنية والحصول على مناصب حكومية، علماً أنَّهُ فشل سابقًا بسن قانون مُشابه.

## حقوق الأقلية تحت ظل قانون القومية
يتعرض المواطنون العرب في إسرائيل للتمييز في جميع مجالات الحياة تقريباً - أي في العمل وتخصيص الموارد الحكومية للتعليم والسكن والأراضي والتخطيط - ويتم استبعادهم من معظم مراكز اتخاذ القرار. في السنوات الأخيرة ، ازدادت المواقف والممارسات العنصرية تجاه المجتمع العربي.
تناضل جمعية حقوق المواطن من أجل حماية حقوق العرب في إسرائيل - كمواطنين وكأبناء الأقلية الأصلانية - في المساواة والكرامة، والحفاظ على خصائصهم الوطنية والثقافية. يناقض قانون القومية المبادئ الأساسية للمساواة أمام القانون وقاعدة القانون ، فضلا عن قوانين حقوق الإنسان الدولية المعمول بها في الأراضي المحتلة. وتعتبر تطبيق على السكان الفلسطينيين الأصليين للهوية الوطنية من قبل القوة المحتلة كأعمال للاستعمار والتمييز، وهي مخالفة لحقهم في تحديد مصيرهم. وايضا هذه الإجراءات تتوافق مع ممارسات الفصل العنصري وتعتبر جريمة ضد الإنسانية بموجب القانون الدولي.
تغلب الهوية اليهودية لدولة إسرائيل على هويتها الديمقراطية وإسقاط مبدأ المساواة أكثر نقطة إشكالية في القانون هي أنه يحمي ويرفع هوية الدولة، كدولة قومية للشعب اليهودي، إلى مستوى قانوني دستوري عالي دون وضع الديمقراطية ومبدأ المساواة في مستوى موازٍ أمام القانون.
إن مشروع القرار الأخير يأتي بعد فترة زمنية ليست بعيدة من محاولات اصدار قانون آخر مُتعلق بإلغاء اللغة العربية كلغة رسمية ثانية في الدولة اليهودية، حاول عدد من المتطرفين لتكريس الهوية العبرية اليهودية لإسرائيل باعتبارها وطن للشعب اليهودي وفق الميثولوجيا التوراتية. إقصاء، وهدم للحقوق الوطنية والقومية والدينية لأصحاب الوطن الأصليين، وتكريس للعنصرية والكراهية ضدهم، وإظهار للوجه الحقيقي للدولة العبرية الصهيونية.

## ردود الفعل

### المحلية

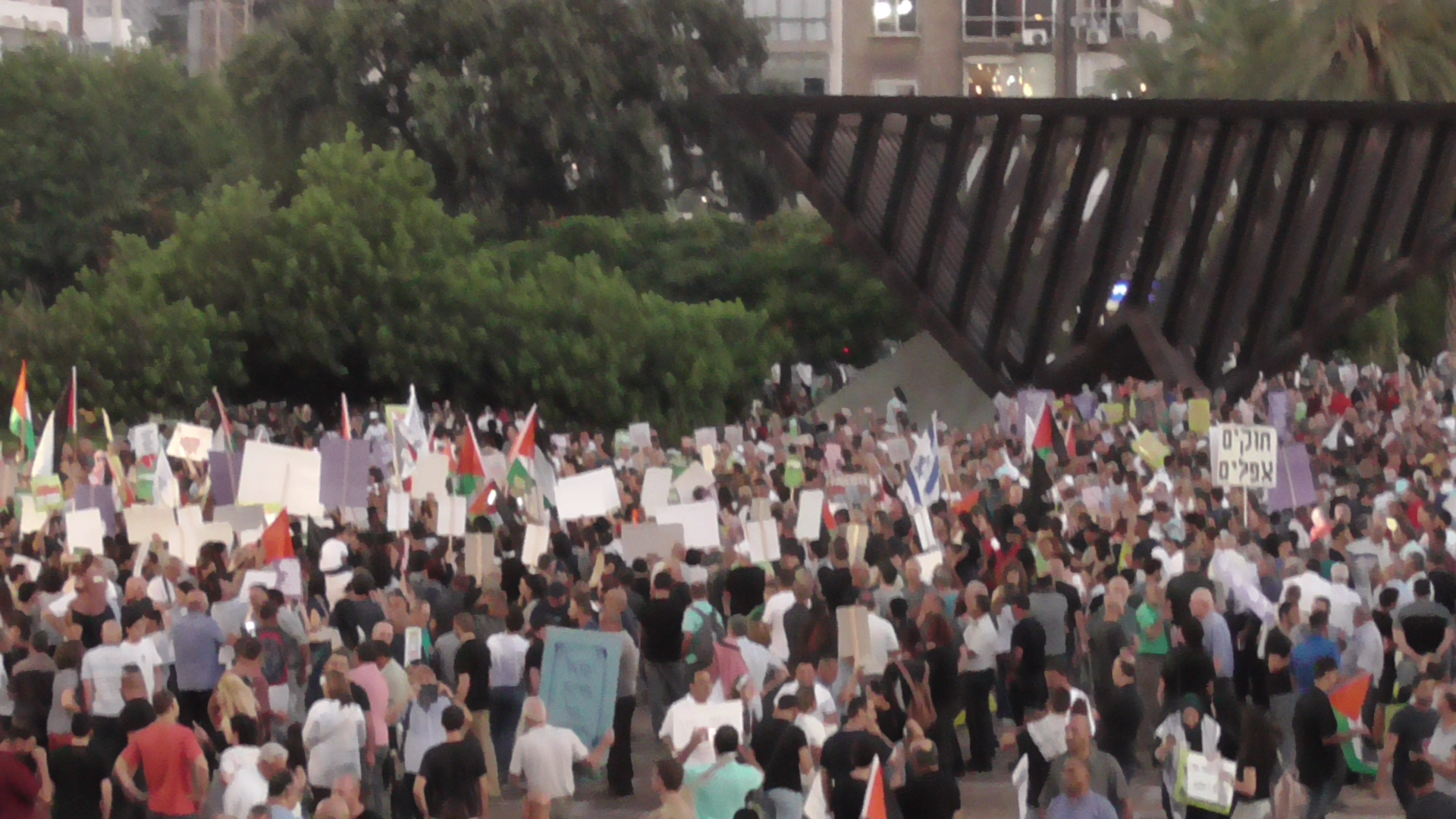
مظاهرة لعرب إسرائيليين ضد القانون ترفع الأعلام الفلسطينية في تل أبيب بتاريخ 11 أغسطس 2018.

- أكد الرئيس الفلسطيني محمود عباس أن القدس هي عاصمة فلسطين الأبدية، ولن يكون هناك سلام ولا أمن ولا استقرار لأحد بدونها، منددا بإقرار الكنيست لما يسمى بقانون«الدولة القومية اليهودية».[15]
- قال رئيس الوزراء الإسرائيلي بنيامين نتنياهو بعد تصويت الكنيست على القانون: «هذه لحظة فارقة بتاريخ الصهيونية ودولة إسرائيل، بعد 122 عاما من قيام هرتسل بنشر رؤيته، حددنا بالقانون مبدأ أساس وجودنا، إسرائيل هي دولة قومية للشعب اليهودي». وأضاف «عندما أتحدث في العالم، أردد أن هذه دولتنا، دولة اليهود، في السنوات الأخيرة هناك من يحاول أن يشكك بذلك، وزعزعة أركان وجودنا، لذلك قمنا بسن هذا القانون الذي يضم النشيد الوطني الخاص بنا، لغتنا وعلمنا... عاشت دولة إسرائيل».[16]
- قدم زهير بهلول، النائب العربي في الكنيست استقالته من الكنيست احتجاجاً على القانون.
- انتقد رئيس جهاز الشاباك الأسبق يوفال ديسكين قانون الدولة اليهودية، وصرَّح قائلًا: «أُرسلت كلاب البودل لنشر الأكاذيب. أنا لا أحترم اليمين الشعبوي الكاذب، اليمين الأيديولوجي والشجاع الذي يحب دولة إسرائيل وشعب إسرائيل يتقلّب الآن في قبره، وهو يرى ما يفعله من خلفه في حزب الليكود» - في إشارة إلى نتنياهو.[10]
- تقدمت لجنة المتابعة العليا للجماهير العربية في الأراضي المحتلة بشكوى إلى الأمم المتحدة ضد إسرائيل بسبب قانون الدولة القومية، وأعلن المقرّر الخاص للأمم المتحدة، فيرناند دي فارينيس، عن الشروع بإجراءات رسمية للتحقيق بالشكوى.[10]
- قال النائب في تحالف القائمة المشتركة يوسف جبارين، أنَّ «قانون القومية يحمل أبعادًا خطيرة على حق الشعب الفلسطيني بتقرير مصيره في وطنه، وعلى مكانة وحقوق الأقلية الفلسطينية في إسرائيل، بشكلٍ ينافي ويناقض المواثيق الدوليّة والقانون الدولي، إذ ذُكر في التوجّه، كذلك، إنّ الأقلية العربية هي أقليّة قوميّة وأصلانيّة، وتكفل المعاهدات الدوليّة حقوقها الجماعيّة، القوميّة منها، والثقافية واللغوية والدينية، الأمر الّذي تمَّ المس به بشكلٍ صارخ في قانون القومية». وعرض التوجّه إلى «البنود التمييزية والعنصرية في قانون القومية، وذلك عبر شرح المس بمكانة اللغة العربية وإلغاء رسميتها، إضافةً إلى تشريع «الأبارتهايد» في السكن، عبر البند الّذي يُشجع الاستيطان اليهودي في البلاد، والنظر إليه كقيمة وطنية إسرائيلية، الأمر الّذي من شأنه المس بمبدأ المساواة، ومنح الفوقيّة لليهود على حساب أهل البلاد الأصليين، وخلق حالة من الهرميّة والتصنيف في المواطنة».[10]
- قدم وائل يونس، النائب العربي في الكنيست، استقالته باللغة العربية إلى رئيس البرلمان احتجاجًا على القانون.

#### الإضراب الشامل يوم 1 تشرين الأوَّل (أكتوبر) 2018
نفّذ الفلسطينيون يوم الإثنين 1 تشرين الأول (أكتوبر) 2018، إضرابًا عامًّا، شمل أراضي فلسطين التاريخية المحتلة منذ سنة 1948، وفي سنة 1967 - أي بيت المقدس والضفّة الغربيَّة وقطاع غزّة، وفي أماكن تواجد اللاجئين في الشتات، وكان هذا الإضراب الأوَّل من نوعه منذ ثورة سنة 1936 من حيث شُمُوليَّته، وذلك تلبيةً لدعوة القوى والفصائل ولجنة المُتابعة العربيَّة في الأراضي الفلسطينيَّة المُحتلَّة للاحتجاج على إقرار قانون الدولة القوميَّة. وشمل الإضراب المؤسّسات الرسميَّة والخاصَّة، فشُلّت الحركة، وأُقفلت المحال التجارية، وانطلقت مسيرات وتظاهُرات داخل المناطق المُحتلَّة في سنة 1948، وفي مختلف المناطق الفلسطينيَّة. وقعت بعض المواجهات بين المُتظاهرين الفلسطينيين والجُنُود الإسرائيليين في بيت المقدس والضفّة الغربيَّة وعند حُدود قطاع غزَّة، ما أدّى إلى سُقُوط أكثر من 100 جريح، بالرصاص الحي والمطاطي والقنابل الدُخانيَّة والغاز السَّام والمُسيِّل لِلدُمُوع، التي أطلقها الجُنود الإسرائيليُّون واستهدفوا الطواقم الطبيَّة وسيارات الإسعاف والإعلاميين بِشكلٍ مُباشر، وردَّ المُتظاهرون بإلقاء الحجارة، والزُجاجات الحارقة، والمُفرقعات، وإشعال الإطارات المطاطيَّة، وإغلاق الطُرقات.
وكانت أبرز سمات هذا الإضراب استجابة عرب الداخل له، حيث رُفعت الأعلام الفلسطينية في الأراضي العربيَّة الداخلة ضمن نطاق إسرئيل، بالإضافة إلى صور الضحايا الفلسطينيين، الذي سقطوا في بداية شهر تشرين الأوّل (أكتوبر) 2000، إثر اقتحام أرئيل شارون باحات المسجد الأقصى، ويافطات كُتب عليها: «باقون ما بقي الزعتر والزيتون»، و«لا لقانون القومية»، كما رفع رئيس القائمة العربية المشتركة للتغيير، الدكتور أحمد الطيبي لافتة كُتِبَ عليها «القدس عربية حرة»، وقال في تصريحٍ له: «شعبنا الفلسطيني توحَّد لرفض قانون القومية وصفقة ترامب... أكَّدنا أنّنا نرفض أي محاولة للتآمر على قضيتنا العادلة، أو أي قانون عُنصري، لأنّنا أصحاب البلد وأبناء الوطن، وأحيا الفلسطينيون ذكرى الشُهداء، الذين سقطوا في هبّة القدس والأقصى، تأكيدًا على أنّ الفلسطينيين لن ينسوا المجرمين الذين قتلوا أبناءنا».

#### المُقاطعة البرلمانيَّة للكنيست
ألقى رئيس الوزراء الإسرائيلي بنيامين نتنياهو خطابًا في جلسة افتتاح الدورة الشتويَّة للكنيست يوم الإثنين 15 تشرين الأوَّل (أكتوبر) 2018، أشاد فيها بقانون الدولة القويَّة وتهجَّم على السُلطة الفلسطينيَّة ورئيسها محمود عبَّاس، قائلًا أنَّ «العقبة أمام السلام، ليست في الجانب الإسرائيلي، بل الجانب الفلسطيني»، وبأنَّ الرئيس الفلسطيني «الذي يطالب بدولة فلسطينية نظيفة من اليهود يُهاجم دولتنا، يتبنّى قوانين فيها مَنْ يبيع الأرض ليهودي يُعدَم، بينما مَنْ يقتل يهوديًا يُكافأ». أثار هذا الخطاب حفيظة عدَّة نُوَّاب عرب وبعض الإسرائيليين، ودفعهم إلى مُقاطعة نتنياهو وتوجيه أسئلة إليه، فأُخرجوا من القاعة، فيما غادر عدد من ممثّلي الطائفة الدرزية من تلقاء نفسهم، ولم يلبث أن أعلن التجمّع الوطني الديمقراطي عن مقاطعة جلسات الكنيست للشهر المُقبل، كإحدى الخطوات الداعية إلى استمرار التعبئة الجماهيريَّة ضد قانون القوميّة، وإلى استمرار التصعيد والتوسّع في الحراك والنضال السياسي المُعارض للقانون.

### عربية
- مصر: أدان الأزهر الشريف بشدة إقدام الكيان الصهيوني على إقرار ما يسمى بـ«قانون الدولة القومية اليهودية»، وذلك في خطوة تنم عن عنصرية بغيضة، تبرهن على حقيقة ذلك الاحتلال الاستيطاني.[19]
- الأردن: أدان الأردن تبني الكنيست الإسرائيلي قانوناً ينص على أن إسرائيل هي «الدولة القومية للشعب اليهودي»، مؤكداً أن ذلك يكرس «الفصل العنصري» ويبعد خيار السلام.[20]
- لبنان: قال الرئيس اللبناني ميشال عون إن مصادقة الكنيست الإسرائيلي على «قانون القومية» يعد عدوانا جديدا على الشعب الفلسطيني.[21] كذلك، قال مفتي الجمهورية الشيخ عبد اللطيف دريان أن إقرار قانون الدولة القومية في إسرائيل هو عين الإرهاب والتطرف والعنصرية التي «لن تدوم مهما طغى الطغاة واستكبروا وتجبروا وتعنتوا»، ووصف قرار العدو الإسرائيلي بانه مشروع حرب جديدة ضد الفلسطينيين أولا والعرب والمسلمين جميعا وحتى المجتمع الدولي. وقال: «ما يقوم به الكيان الصهيوني هو تحد جديد من نوعه وستظهر نتائجه ليس على فلسطين فقط بل على المنطقة اجمع وسيكون له تداعيات خطيرة»، ودعا الدول العربية والإسلامية إلى الوقوف مع الشعب الفلسطيني وقضيته في «وجه ما يتعرض له شعب فلسطين من إباده ومجازر واضطهاد وتهجير من أرضه العربية المحتلة».[22]
- قطر: أعلنت وزارة الخارجية القطرية، عن «استنكارها الشديد» لقانون «الدولة القومية» للشعب اليهودي الذي أقره البرلمان الإسرائيلي (الكنيست)، الخميس، معتبرة أنه قانون يُكرّس «العنصرية ويقوّض ما تبقى من آمال في عملية السلام وحل الدولتين».[23]
- السعودية: عبر مصدر مسؤول في وزارة الخارجية السعودية عن رفض المملكة واستنكارها لإقرار الكنيست الإسرائيلي القانون المسمى بـ«الدولة القومية للشعب اليهودي» لتعارضه مع أحكام القانون الدولي، ومبادئ الشرعية الدولية، والمبادئ السامية لحقوق الإنسان.[24][25]
- الإمارات العربية المتحدة: اعتبر وزير الدولة الإماراتي للشؤون الخارجية أنور قرقاش أن قانون «الدولة القومية»، الذي أقره البرلمان الإسرائيلي «تكريس للعنصرية» ضد الفلسطينيين، مطالبا بتكثيف الجهود العربية في الملف الفلسطيني.[4]

### دولية
- تركيا: نددت تركيا بتصويت الكنيست الإسرائيلي على قانون "الدولة القومية اليهودية، مؤكدة انه يطيح بمبادئ القانون الدولي.[26]
- إيران: أدان المتحدث باسم وزارة الخارجية الإيرانية بهرام قاسمي مصادقة الكنيست الإسرائيلي اقرار الكنيست على القانون المسمى بـ «الدولة القومية للشعب اليهودي»، وذكر «ان الاجراء الاخير للبرلمان الإسرائيلي ما هو الا تأييد آخر على طبيعة هذا الكيان وعنصريته طيلة الاعوام الـ 70 الماضية»، معتبرا ان «عصر العنصرية والتمييز العنصري قد ولى».[27]

### منظمات محلية ودولية
- البرلمان العربي: قال رئيس البرلمان العربي، الدكتور مشعل السلمي، في بيانٍ، إن القانون المرفوض يكرس نظام التمييز والفصل العنصري البغيض ضد الفلسطينيين أصحاب الأرض الأصليين، ويحرم الفلسطينيين الذين يعيشون على أرضهم من أدنى حقوقها الراسخة في القوانين الدولية، ومبادئ حقوق الإنسان، وميثاق وقرارات الأمم المتحدة، ويُصادر على حق تقرير المصير.[28]
- جامعة الدول العربية: أدانت الجامعة القانون معتبرة أنه «من الممارسات العنصرية» ونددت في بيان بالمصادقة على «هذا القانون الخطر وما ينطوي عليه من تنكر لحقوق الشعب الفلسطيني على أرضه التاريخية وامتداد للإرث الاستعماري وترسيخ لممارسات عنصرية».[29]
- الاتحاد الأوروبي: أعرب الاتحاد عن قلقه من قانون القومية الذي أقره الكنيست الإسرائيلي، معتبرة أنه «يعرقل جهود السلام بين إسرائيل وفلسطين».[30]
- مجلس التعاون الخليجي: أعرب الأمين العام عبداللطيف الزياني عن إدانة مجلس التعاون لإقرار الكنيست الإسرائيلي، حيث أن مجلس التعاون يعتبر أن «القانون المقر من الكنيست الإسرائيلي قانون عنصري يتعارض مع القوانين الدولية والمبادئ السامية لحقوق الإنسان وميثاق وقرارات الأمم المتحدة، ويجسد نظام العنصرية والتمييز ضد الشعب الفلسطيني، والإصرار الإسرائيلي على طمس هويته الوطنية وحرمانه من حقوقه المدنية والإنسانية المشروعة في وطنه المحتل».[31]
- منظمة التعاون الإسلامي: أدانت منظمة التعاون الإسلامي مصادقة الكنيست لقانون القومية اليهودية، معتبرة ذلك «تحدياً صارخاً لإرادة المجتمع الدولي وقوانينه وقراراته الشرعية»، وصرح الأمين يوسف العثيمين قائلاً أن: «القانون عنصري وباطل ولا شرعية له، ويتجاهل الحقوق التاريخية الثابتة للفلسطينيين من مسلمين ومسيحيين، ويمثل امتداداً وتكريساً للفكر الاستيطاني الإسرائيلي وسياسات الاحتلال القائمة على التطهير العرقي، وإنكار وجود الشعب الفلسطيني وتاريخه وحقوقه التي تؤكدها قرارات الشرعية الدولية».[32]

### بِاللُغة العربيَّة
1. ↑  الكنيست أقر قانون يهودية الدولة .. والنواب العرب يمزقونه صحيفة البلاد، نشر في 20 يوليو 2018 ودخل في 20 يوليو 2018. نسخة محفوظة 25 أغسطس 2018 على موقع واي باك مشين. [وصلة مكسورة]
2. ↑  العفو الدولية: "قانون القومية" يشرعن التمييز واللامساواة وطن، نشر في 20 يوليو 2018. اطلع عليه بتاريخ 20 يوليو 2018. نسخة محفوظة 20 يوليو 2018 على موقع واي باك مشين.
3. 1 2  فريحة، موناليزا (21 تموز (يوليو) 2018). "قانون "الدولة القومية "الاسرائيلي... ماذا يغيّر؟". صحيفة النهار. بيروت - لبنان. مؤرشف من الأصل في 17 آب (أغسطس) 2018. اطلع عليه بتاريخ 17 آب (أغسطس) 2018. {{استشهاد ويب}}: تحقق من التاريخ في: |تاريخ الوصول=، |تاريخ=، و|تاريخ أرشيف= (مساعدة)
4. 1 2  "قرقاش عن قانون "يهودية الدولة": الحل ليس بـ"التواصل القطري" مع إسرائيل". CNN Arabic (بar-AR). 20 Jul 2018. Archived from the original on 2019-05-01. Retrieved 2018-07-20.{{استشهاد بخبر}}:  صيانة الاستشهاد: لغة غير مدعومة (link)
5. ↑  "انقسام الشباب الإسرائيلي تجاه ″يهودية الدولة″". دويتشه فيله. 28 نوفمبر 2014. مؤرشف من الأصل في 2018-10-04. {{استشهاد بخبر}}: استعمال الخط المائل أو الغليظ غير مسموح: |ناشر= (مساعدة)
6. ↑  "الرئيس الإسرائيلى يندد بمشروع قانون حول قومية الدولة بصيغته الحالية". اليوم السابع. 10 يوليو 2018. مؤرشف من الأصل في 2018-10-05. {{استشهاد بخبر}}: استعمال الخط المائل أو الغليظ غير مسموح: |ناشر= (مساعدة)
7. 1 2  زعيتر، هيثم (1 آب (أغسطس) 2018). "القانون العنصري يُنذِر بتمرّد درزي داخل جيش الإحتلال: استنفار في الخان الأحمر قبل قرار «العليا» بالتماس وقف الهدم". صحيفة اللواء. بيروت - لبنان. مؤرشف من الأصل في 1 آب (أغسطس) 2018. اطلع عليه بتاريخ 1 آب (أغسطس) 2018. {{استشهاد ويب}}: تحقق من التاريخ في: |تاريخ الوصول=، |تاريخ=، و|تاريخ أرشيف= (مساعدة)
8. ↑  ""لماذا أخدم إسرائيل بينما أصبحت تعتبرني مواطن درجة ثانية"... القصة الكاملة لانسحاب ضابط درزي من الجيش الإسرائيلي". رصيف 22. 31 تموز (يوليو) 2018. مؤرشف من الأصل في 1 آب (أغسطس) 2018. اطلع عليه بتاريخ 1 آب (أغسطس) 2018. {{استشهاد ويب}}: تحقق من التاريخ في: |تاريخ الوصول=، |تاريخ=، و|تاريخ أرشيف= (مساعدة)
9. ↑  "اتساع الاحتجاجات الدرزية في إسرائيل على «قانون القومية اليهودية»". صحيفة الحياة. الناصرة - فلسطين. 31 تموز (يوليو) 2018. مؤرشف من الأصل في 06 أكتوبر 2018. اطلع عليه بتاريخ 1 آب (أغسطس) 2018. {{استشهاد ويب}}: تحقق من التاريخ في: |تاريخ الوصول= و|تاريخ= (مساعدة)
10. 1 2 3 4  زعيتر، هيثم (6 آب (أغسطس) 2018). "تل أبيب تتظاهر بالآلاف ضد «قانون القومية» العنصري: «الكنيست» يواجه الحل في ت1 .. وتحقيق دولي بشكوى «المتابعة» ضد حكومة الإحتلال". صحيفة اللواء. بيروت - لبنان. مؤرشف من الأصل في 8 آب (أغسطس) 2018. اطلع عليه بتاريخ 8 آب (أغسطس) 2018. {{استشهاد ويب}}: تحقق من التاريخ في: |تاريخ الوصول=، |تاريخ=، و|تاريخ أرشيف= (مساعدة)
11. ↑  زعيتر، هيثم (11 آب (أغسطس) 2018). "نتنياهو عالق بشرك الموقف الدرزي تجاه «قانون القومية» العنصري". صحيفة اللواء. بيروت - لبنان. مؤرشف من الأصل في 16 آب (أغسطس) 2018. اطلع عليه بتاريخ 16 آب (أغسطس) 2018. {{استشهاد ويب}}: تحقق من التاريخ في: |تاريخ الوصول=، |تاريخ=، و|تاريخ أرشيف= (مساعدة)
12. ↑  "حقوق الأقيّة العربيّة | جمعية حقوق المواطن في إسرائيل". ACRI - arabic. مؤرشف من الأصل في 2022-12-30. اطلع عليه بتاريخ 2023-05-07.
13. 1 2  "قانون القومية". בני המקום. مؤرشف من الأصل في 2022-12-13. اطلع عليه بتاريخ 2023-05-07.
14. ↑  بدوان، علي. ""قانون القومية".. السياقات والأهداف". www.aljazeera.net. مؤرشف من الأصل في 2023-01-29. اطلع عليه بتاريخ 2023-05-07.
15. ↑  محمود عباس يدين قانون "الدولة القومية اليهودية" روسيا اليوم , نشر في 20 يوليو 2018 ودخل في 20 يوليو 2018. نسخة محفوظة 21 يوليو 2018 على موقع واي باك مشين.
16. ↑  نتنياهو يرى في قانون "القومية" تطبيقا لرؤية "هيرتسل" القدس , نشر في 19 يوليو 2018 ودخل في 20 يوليو 2018. نسخة محفوظة 20 يوليو 2018 على موقع واي باك مشين.
17. 1 2  زعيتر، هيثم (2 تشرين الأوَّل (أكتوبر) 2018). "الإضراب الشامل عمَّ فلسطين التاريخية رفضاً للقانون العنصري". صحيفة اللواء. بيروت - لبنان. مؤرشف من الأصل في 2 تشرين الأوَّل (أكتوبر) 2018. اطلع عليه بتاريخ 2 تشرين الأوَّل (أكتوبر) 2018. {{استشهاد ويب}}: تحقق من التاريخ في: |تاريخ الوصول=، |تاريخ=، و|تاريخ أرشيف= (مساعدة)
18. ↑  زعيتر، هيثم (16 تشرين الأول (أكتوبر) 2018). "القانون العنصري يفجّر «الكنيست» بمقاطعة خطاب نتنياهو". جريدة اللواء. بيروت - لبنان. مؤرشف من الأصل في 17 تشرين الأول (أكتوبر) 2018. اطلع عليه بتاريخ 17 تشرين الأول (أكتوبر) 2018. {{استشهاد ويب}}: تحقق من التاريخ في: |تاريخ الوصول=، |تاريخ=، و|تاريخ أرشيف= (مساعدة)
19. ↑  الأزهر يدين "قانون الدولة القومية اليهودية".. ويؤكد: خطوة عنصرية بغيضة اليوم السابع , نشر في 20 يوليو 2018 ودخل في 20 يوليو 2018. نسخة محفوظة 20 يوليو 2018 على موقع واي باك مشين.
20. ↑  الأردن يدين قانون "الدولة القومية" الإسرائيلي 24 آي إي , نشر في 20 يوليو 2018 ودخل في 20 يوليو 2018. نسخة محفوظة 20 يوليو 2018 على موقع واي باك مشين.
21. ↑  عون: قانون "القومية" الإسرائيلي عدوان جديد على الشعب الفلسطيني سبوتنيك، نشر في 20 يوليو 2018 ودخل في 20 يوليو 2018. نسخة محفوظة 21 يوليو 2018 على موقع واي باك مشين.
22. ↑  "دريان: قانون "الدولة القومية" هو عين الإرهاب". أيوب نيوز. بيروت - لبنان. الجمعه 20 تموز (يوليو) 2018. مؤرشف من الأصل في 28 تموز (يوليو) 2018. اطلع عليه بتاريخ 28 تموز (يوليو) 2018. {{استشهاد ويب}}: تحقق من التاريخ في: |تاريخ الوصول=، |تاريخ=، و|تاريخ أرشيف= (مساعدة)
23. ↑  قطر: قانون الدولة القومية الإسرائيلي نكسة وتكريس للعنصرية سي ان ان بالعربية , نشر في 19 يوليو 2018 ودخل في 20 يوليو 2018. نسخة محفوظة 20 يوليو 2018 على موقع واي باك مشين.
24. ↑  "المملكة تستنكر إقرار الكنيست الإسرائيلي القانون المسمى "الدولة القومية للشعب اليهودي" | الإخبارية". alekhbariya.net. مؤرشف من الأصل في 2018-07-22. اطلع عليه بتاريخ 2018-07-20.
25. ↑  "السعودية تستنكر تمرير إسرائيل "قانون القومية"". سكاي نيوز عربية. مؤرشف من الأصل في 2019-05-01. اطلع عليه بتاريخ 2018-07-20.
26. ↑  تركيا تندد بقانون "الدولة القومية" في إسرائيل العرب والعالم , نشر في 20 يوليو 2018 ودخل في 20 يوليو 2018. نسخة محفوظة 08 أكتوبر 2018 على موقع واي باك مشين.
27. ↑  "إيران تدين مصادقة الكنيست على قانون «الدولة القومية»: عصر العنصرية ولى". مؤرشف من الأصل في 2018-07-21. اطلع عليه بتاريخ 2018-07-20.
28. ↑  البرلمان العربى يدين قانون «الدولة القومية» الإسرائيلى مبتدأ , نشر في 19 يوليو 2018 ودخل في 20 يوليو 2018. نسخة محفوظة 17 ديسمبر 2019 على موقع واي باك مشين.
29. ↑  الجامعة العربية تدين «الدولة القومية» اليهودية صحيفة الحياة , نشر في 20 يوليو 2018 ودخل في 20 يوليو 2018. نسخة محفوظة 08 أغسطس 2018 على موقع واي باك مشين. [وصلة مكسورة]
30. ↑  الاتحاد الأوروبي: قانون القومية الإسرائيلي يعرقل جهود السلام إرم نيوز , نشر في 20 يوليو 2018 ودخل في 20 يوليو 2018. نسخة محفوظة 28 يوليو 2018 على موقع واي باك مشين.
31. ↑  الإلكترونية، صحيفة سبق. "مجلس التعاون يدين إقرار الكنيست الإسرائيلي قانون الدولة القومية". صحيفة سبق الإلكترونية. مؤرشف من الأصل في 2018-07-21. اطلع عليه بتاريخ 2018-07-20.
32. ↑  "التعاون الإسلامي: إسرائيل تتحدى المجتمع الدولي بقانون "يهودية الدولة"". بوابة العين الإخبارية (بar-AR). Archived from the original on 2018-07-21. Retrieved 2018-07-20.{{استشهاد بخبر}}:  صيانة الاستشهاد: لغة غير مدعومة (link)

### بِلُغاتٍ أجنبية
1. ↑  Paul Goldman, Lawahez Jabari and F. Brinley Bruton, 'Israel 'nation-state' law prompts criticism around the world, including from U.S. Jewish groups,' NBC News 20 July 2018 نسخة محفوظة 30 سبتمبر 2018 على موقع واي باك مشين.
2. ↑  Emma Green, Israel's New Law Inflames the Core Tension in Its Identity, ذا أتلانتيك 21 July 2018 نسخة محفوظة 11 سبتمبر 2018 على موقع واي باك مشين.
3. 1 2  "EU leads criticism after Israel passes Jewish 'nation state' law". theguardian.com. مؤرشف من الأصل في 2019-05-05. اطلع عليه بتاريخ 2018-07-23.
4. ↑  "OIC, MWL condemn Israel's nation-state law as racist and illegal". arabnews.com. مؤرشف من الأصل في 2018-09-25. اطلع عليه بتاريخ 2018-07-23.
5. ↑  "Board of Deputies criticises Israel's new 'regressive' Nation State law". thejc.com. مؤرشف من الأصل في 2019-01-07. اطلع عليه بتاريخ 2018-07-23.
6. ↑  "AJC Criticizes Knesset Adoption of Nation-State Bill". phillytrib.com. مؤرشف من الأصل في 2019-12-17. اطلع عليه بتاريخ 2018-07-23.
7. ↑  Kershner، Isabel (19 يوليو 2018). "Israel Passes Law Anchoring Itself as Nation-State of the Jewish People". The New York Times. مؤرشف من الأصل في 2018-07-19. اطلع عليه بتاريخ 2018-07-24.{{استشهاد بخبر}}:  صيانة الاستشهاد: BOT: original URL status unknown (link)
8. 1 2  "Israel passes controversial Jewish nation-state law". ABC News (بالإنجليزية). 20 Jul 2018. Archived from the original on 2019-05-09.
9. 1 2  Carey، Andrew؛ Liebermann، Oren (19 يوليو 2018). "Israel passes controversial 'nation-state' bill into law". CNN. مؤرشف من الأصل في 2019-04-19.
10. ↑  Lis, Jonathan (19 Jul 2018). "Israel's Contentious Nation-state Law: Everything You Need to Know". Haaretz (بالإنجليزية). Archived from the original on 2019-05-21.
11. ↑  "Israel adopts symbolic but divisive Jewish nation-state law". english.alarabiya.net (بالإنجليزية). Archived from the original on 2018-09-20.
12. ↑  "Israeli Law Declares the Country the 'Nation-State of the Jewish People'". NY Times (بالإنجليزية). Archived from the original on 2019-05-17. Retrieved 2018-07-23.
13. ↑  "Majority of Israeli Jews Support Nation-state Law, Polls Determine". Jerusalem Post. 31 يوليو 2018. مؤرشف من الأصل في 2018-11-28.
14. ↑  "הצעת חוק-יסוד: ישראל מדינת הלאום של העם היהודי" (بالعبرية). وزارة العدل الإسرائيلية. Archived from the original on 2016-09-08. {{استشهاد ويب}}: استعمال الخط المائل أو الغليظ غير مسموح: |ناشر= (help)
15. ↑  "חוק יסוד: ישראל מדינת הלאום- הצורך המשפטי" (بالعبرية). IZS. 15 May 2016. Archived from the original on 2018-11-28. {{استشهاد ويب}}: استعمال الخط المائل أو الغليظ غير مسموح: |ناشر= (help)
16. ↑  "ריבלין נגד חוק הלאום: "לא יחזק את אופייה היהודי של מדינת ישראל" (بالعبرية). يديعوت أحرونوت. 26 Nov 2014. Archived from the original on 2018-10-04. {{استشهاد ويب}}: استعمال الخط المائل أو الغليظ غير مسموح: |ناشر= (help)
17. 1 2  עמיר פוקס ומרדכי קרמניצר (2 May 2014). "הצעת חוק-יסוד: מדינת ישראל – מדינת הלאום של העם היהוד" (بالعبرية). Archived from the original on 2019-04-19.
18. ↑  The Druze in Israel: Questions of Identity, Citizenship, and Patriotism نسخة محفوظة 04 مارس 2016 على موقع واي باك مشين.
19. ↑  Stern، Yoav (23 مارس 2005). "Christian Arabs / Second in a series - Israel's Christian Arabs don't want to fight to fit in". Haaretz. مؤرشف من الأصل في 2007-12-10. اطلع عليه بتاريخ 2006-01-07.
20. ↑  Dakwar، Haia (11 أغسطس 2018). "Israel's Arab minority rallies against new nation-state law". Reuters. مؤرشف من الأصل في 2018-12-12.

## وصلات خارجية
- (قناة الجزيرة): قانون القومية.. لا تقترب أنت في «دولة اليهود».
- قانون أساس: إسرائيل دولة قومية للشعب اليهودي ، موقع الكنيست (بالإنجليزية)
- الكنيست الإسرائيلي يصادق على قانون الدولة القومية اليهودية، بي بي سي عربي